# Муциалски манастир
Муциалският манастир „Преображение Господне“ (на гръцки: Ιερά Μονή Μουτσιάλης) е женски манастир в Република Гърция, част от дем Бер (Верия) на област Централна Македония. Манастирът е под управлението на Берската, Негушка и Камбанийска епархия на Църквата на Гърция.
Манастирът е скит на Берския манастир „Свети Йоан Предтеча“, разположен на десния бряг на Бистрица на надморска височина от 350 m. Носи името на местността Муциали, заемка от български за влажно. В храма се пазят мощи на Симеон Стълпник.
В 1913 година манастирът няма жители, а в 1940 година манастирът фигурира в преброяването с 8 жители. По време на Гражданската война в Гърция е изоставен.